# Wolfberg
Der Wolfberg ist ein knapp 746 m hoher Moränenhügel der Würmeiszeit auf dem Gebiet der Gemeinde Reichling im oberbayerischen Landkreis Landsberg am Lech.

## Name
Der bekanntere südliche Gipfel (743,0 m) mit Aussichtspunkt wird auch Wurzberg genannt.

## Lage und Umgebung
Der Wolfberg erhebt sich direkt am und im westlichen Ortsrand der Gemeinde Reichling, nach Süden fällt das Gelände zum Lech (618 m) hin innerhalb von 600 m um 125 m ab.

## Geschichte
Im Jahr 2017 wurde auf dem Gipfel des Wurzberges eine Panoramatafel eingeweiht. Sie ist, wie der gesamte Gipfel, mit dem Auto zu erreichen.